# Westergast
Westergast is de benaming voor het noordelijke deel van het dorp Zuidhorn ten westen van De Gast in de gemeente Westerkwartier in de Nederlandse provincie Groningen. Aan de oostzijde van De Gast ligt de Oostergast.
De noordgrens van de Westergast was de Noordhorner Schipsloot (de huidige Mokkenburgweg en een slootje ten noorden van de doodlopende Rijksweg) en de zuidgrens de Hanckemaborg (huidige Hanckemalaan). In 1866 werd de Spoorlijn Harlingen - Nieuwe Schans door de Westergast aangelegd. In de jaren 1930 werd het Van Starkenborghkanaal door de Westergast aangelegd, waardoor een deel gesloopt moest worden en het noordelijkste deel sindsdien onder het dorp Noordhorn valt.
In 1722 was de Westergast het toneel van de 'monsterprocessen van Faan'. Op een door Rudolf de Mepsche gekocht stuk grond werden toen 22 mensen opgeknoopt (waarvan 1 al was overleden op de pijnbank) na veroordeeld te zijn voor 'sodomie' (homofilie). Volgens Tilbusscher werden in 1873 de 'droevige resten van de executie nog gevonden' bij de bouw van een Mulo. De locatie van de plek zou hebben gelegen in de buurt De Bongerd op een perceel dat vroeger de 'Giesellap' werd genoemd.
In 1866 werd de Spoorlijn Harlingen - Nieuwe Schans dwars door de Westergast aangelegd. In 1924 werd een uitbreidingsplan opgesteld voor de Westergast dat voorzag in de aanleg van wegen parallel aan De Gast, die met elkaar verbonden werden door dwarswegen. Een van deze parallelwegen werd ook Westergast genoemd en zet zich naar het zuiden toe verder door als de Boslaan. Dit waren aanvankelijk zandwegen, die pas later werden verhard. In de jaren 1930 werd de Westergast opnieuw gesplitst door de aanleg van het Van Starkenborghkanaal. Dit kanaal werd daarop de grens tussen Noord- en Zuidhorn, waardoor een deel van de Westergast sindsdien onder Noordhorn valt.

## Bebouwing
In de Westergast stonden en staan een aantal kenmerkende gebouwen.

### De Gast (westzijde)
In 1844 werd de katholieke Sint-Jozefkerk  (een waterstaatskerk) gebouwd nabij de Hanckemaborg in het zuiden van de Westergast aan De Gast 38. In 1951 werd aan De Gast 60 de gereformeerde kerk de Gasthorn gebouwd. In 1985 werd aan de Westergast 8, op de plek van een voormalige kwekerij, de gereformeerd-vrijgemaakte kerk De Rank gebouwd.
Aan De Gast 66 werd in 1883 het Kantongerecht Zuidhorn gebouwd, naar ontwerp van Johan Metzelaar. Het gebouw is opgetrokken in eclectische stijl, met een neogotische uitstraling en was in gebruik tot 1934. Daarna heeft het lange tijd gefungeerd als muziekschool.
In 1894 werd in het pand aan De Gast 72 een kazerne voor de marechaussee gebouwd, die dienstgedaan heeft tot 1938, waarna de kazerne werd verplaatst naar een pand aan de Wilhelminalaan 17 (gebouwd onder architectuur door Klaas Siekman). Dit pand deed slechts een paar jaar dienst tot 1943, waarna het Korps Rijkspolitie erin trok.
In 1887 werd stoomgrutterij en meelfabriek De Zevenster gebouwd aan De Gast 82, ten zuiden van het latere kanaal. Hier werden bakkersingrediënten en mosterd gefabriceerd. Na de Tweede Wereldoorlog werd de productie van mosterd overgeheveld naar mosterdfabriek De Marne in Groningen. In 1956 werd er een foeragehandel en winkel gevestigd. Het woonhuis en de schoorsteen zijn afgebroken, maar de bedrijfsgebouwen staan er nog.
Daarnaast zijn aan beide zijden van De Gast vanaf ongeveer 1850 verschillende rentenierswoningen onder architectuur gebouwd, waarvan een aantal tegenwoordig de status van rijksmonument heeft.

### Westergast
In 1953 werd aan de Westergast 1A een kleine sporthal gebouwd naar ontwerp van gemeentearchitect J. Boersma. De voorgevel wordt gesierd door een keramiek van Anno Smith en toont drie rennende jongens die de sportfunctie van het gebouw benadrukken.
Aan de Westergast 2 stond vroeger een noodslachterij. Dit pand was gebouwd in de stijl van de Amsterdamse School, maar kwam niet in aanmerking voor de monumentenwet, waarop het in 1999 werd gesloopt om nieuwbouw mogelijk te maken. tegenwoordig bevindt zich hier een tandtechnisch laboratorium.

### Zwembad
In 1930 werd een openluchtzwembad aangelegd aan de Badweg (ook Geeskes Ree genoemd); de tegenwoordige Rijksweg aan noordzijde van de Westergast in het huidige Noordhorn. Dit bad werd in 1971 gesloten, waarop in 1972 een nieuw openluchtbad ('De Dobbe') werd gerealiseerd ten zuiden van de spoorbrug over het Van Starkenborghkanaal. In 1988 werd dit openluchtbad vervangen door een overdekt subtropisch zwembad ('Aqua Center'), dat echter vanaf het begin met financiële problemen kampte. In 1993 werd dit zwembad teruggekocht door de gemeente Zuidhorn en hernoemd tot 'De Waterborgh'. De hoge onderhoudskosten vormden echter uiteindelijk voor de gemeente aanleiding om het zwembad in 2012 te sluiten en te vervangen door een nieuw overdekt doelgroepenbad in de Oostergast. De Waterborgh werd in 2013 gesloopt.